# Māchhīwāra
Māchhīwāra är en ort i Indien.   Den ligger i distriktet Ludhiana och delstaten Punjab, i den norra delen av landet, 270 km norr om huvudstaden New Delhi. Māchhīwāra ligger 261 meter över havet och antalet invånare är 20 447.
Terrängen runt Māchhīwāra är mycket platt. Runt Māchhīwāra är det tätbefolkat, med 442 invånare per kvadratkilometer. Māchhīwāra är det största samhället i trakten. Trakten runt Māchhīwāra består till största delen av jordbruksmark.